# ارن کارلسون (ملوان)
ارن کارلسون (انگلیسی: Arne Karlsson؛ زادهٔ ۲۳ march ۱۹۳۶ (۸۸ سال)) قایقران قایق بادبانی اهل سوئد است.